# Vanha kauko
Vanha kauko (Fins vrij vertaald: Oude geest) is een lied gecomponeerd door Aarre Merikanto. De tekst handelt over de Finse mythologische held Lemminkäinen. Lemminkäinen denkt aan zijn overleden vrouw Kyliiki. De tekst werd opgesteld door Veikko Antero Koskenniemi. 
Merikanto schreef het lied voor mannenkoor a capella in het jaar waarin hij meerdere liederen voor onbegeleid mannenkoor schreef. 